# اختزال إلى هتلر

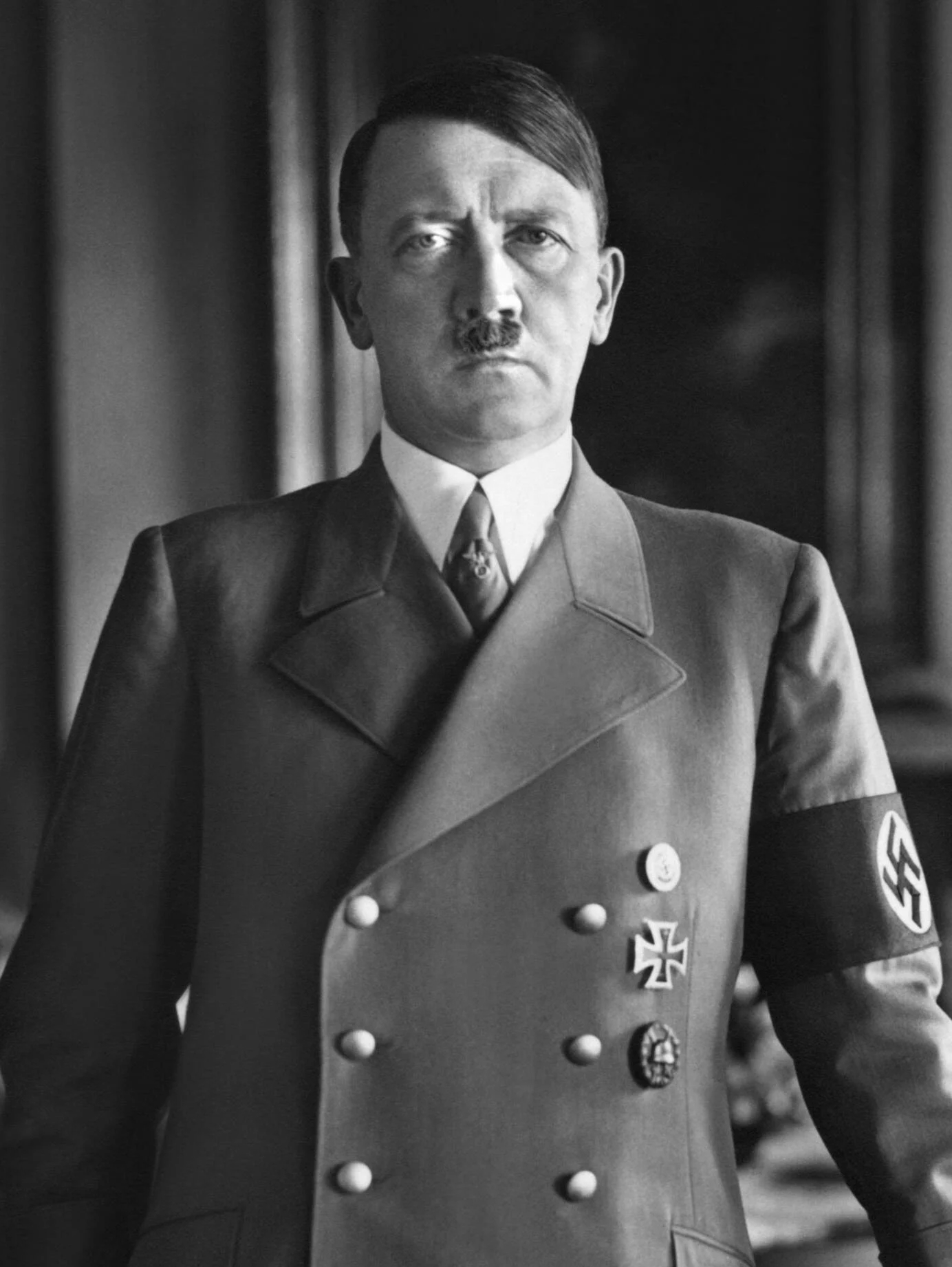

الاختزال إلى هتلر (باللاتينية Reductio ad Hitlerum) أو الحجة الهتلرية أو الحجة النازية أو اللعب بالورقة النازية، هي محاولة إبطال موقف شخص ما بحجة أنه مبني على نفس الرؤى التي قال بها أدولف هتلر أو الحزب النازي، على سبيل المثال: «هتلر كان معارضًا للتدخين، [س] معارض للتدخين، وبالتالي فإن [س] نازي».
صاغ ليو شتراوس هذا المصطلح في عام 1953 مستعيرًا هذا الاسم من مصطلح مستخدم في المنطق، وهو الاختزال إلى المستحيل (انظر برهان الخلف). طبقًا لشتراوس، فإن الاختزال إلى هتلر هو شكل من مغالطات الشخصنة والتوسل بالشفقة ومغالطة تجاهل المطلوب. تُبنى حيثية هذه المغالطة على مغالطات الذنب بالارتباط. إنها حيلة تُستخدم لدحض الحجج، لأن هذه المقارنة تشتت وتغضب الخصم.

## الطبيعة المغالطة
الاختزال إلى هتلر هو شكل من مغالطات الذنب بالارتباط. تقوم تلك الحجة على إثبات أن سياسة ما تؤدي إلى –أو هي نفس- ما دافع عنه أو تبناه أدولف هتلر أو الرايخ الثالث، وبالتالي فإن ذلك يثبت أن تلك السياسة غير مرغوبة.
يُعتبر سؤال «أتعرف من أيضًا يتبنى تلك الرؤية...؟» مثال آخر من أمثلة الاختزال إلى هتلر، حيث يحتوي هذا السؤال على نية متعمدة بنسب فكرة معينة أو فعل معين إلى هتلر. لا يعتبر أي احتجاج بهتلر والنازية اختزالًا إلى النازية، عندما يوضح المناظر حجته ولا يستخدمها فقط كتشتيت عن الحجة الأصلية.

## التاريخ
عُرف مصطلح الاختزال إلى النازية للمرة الأولى في مقال كتبه أستاذ جامعة شيكاغو ليو شتراوس في ربيع 1951، وذاع صيت المصطلح بكتاب لنفس المؤلف منشور في 1953 بعنوان «الحق الطبيعي والتاريخ» في الفصل الثاني: 
باتباع تلك الحركة حتى نهايتها سنصل حتمًا إلى نقطة يكون المشهد فيها مظلمًا بظل هتلر. لسوء الحظ، لا يسير الأمر بدون القول بأن فحصنا يجب أن يتجنب المغالطة المستخدمة في السنوات الماضية كبديل عن الاختزال إلى المستحيل، إنها مغالطة الاختزال إلى هتلر. لا تُبطل الرؤية لمجرد أن هتلر كان يعتنقها.
يُشتق هذا المصطلح من الحجة المنطقية المسماة الاختزال إلى المستحيل. تأخذ تلك المغالطة شكلها من أسماء مغالطات كلاسيكية عديدة مثل الشخصنة. كما أن الحجة النازية تُشتق أيضًا من حجة الغثيان. 
في عام 2000، وصف توماس فلمنغ استخدامها ضد القيم التقليدية: 
سماها ليو شتراوس الاختزال إلى النازية. إذا أعجب هتلر بالفن النيوكلاسيكي، فهذا يعني أن الكلاسيكية في كل أشكالها نوع من النازية. إذا أراد هتلر أن يقوي روابط الأسرة الألمانية، فهذا يعني أن الأسرة التقليدية (والمدافعين عنها) نازيون. إذا تكلم هتلر عن الأمة أو الشعب، فإن أي استدعاء للأمة أو الإثنية أو الشعب هي نازية...

## حدود تصنيفها كمغالطة
يجادل بعض المؤرخين الدارسين للهولوكوست بأنه لا يمكن اعتبار كل المقارنات مع هتلر والنازية مغالطات منطقية، لأنها لو كانت كلها كذلك، لن يكون هناك شيء نتعلمه من تلك الحوادث التي أدت إلى الهولوكوست. يقلل ذلك من أهمية دراسة الهولوكوست لتجنب الإبادة الجماعية مستقبلًا.
يميز مؤيدو هذه الرؤية بين الأصناف المختلفة من المقارنات مع هتلر، والتي يُعتبر بعضها مغالطات، والبعض الآخر ليس كذلك، والبعض يحتمل كونه مغالطة. هذه المقاربة جوهرية لتضييق رفض اعتبار التشابهات مع الهولوكوست، لأنه كانت هناك بعض الحوادث الممهدة له، وسياسات يمكن مقارنتها اليوم بسياسات هتلر دون أن تكون مقارنة بـ«الحل النهائي». يجادل المدافعون عن تلك المقاربة بأن تلك المراحل المبكرة هي التي يمكن فعل شيئًا حيالها، قبل أن يفوت الأوان. تشمل تلك الأصناف: 
- التشابهات التي لا تتعلق بأي حال بصنع القرار السياسي أو المؤسسي، مثل ارتداء الملابس باهظة الثمن. إنها مغالطة بلا شك إذا استخدمت كحجج.
- التشابهات المتعلقة بالسياسة، في غياب السلطة المركزية. يشير هذا المثال إلى الحزب السياسي أو الحركات التي تصارع من أجل الحصول على السلطة. قد تكون تلك التشابهات مراحل مبكرة من النازية، وليست إبادة جماعية على مستوى واسع. قد تكون تلك المقارنات مغالطة وقد لا تكون كذلك: فمن الضروري أن نحلل المنهجية تفصيلًا وصنع القرار والإيديولوجيا لكي نتحقق.
- الإشارة إلى فعل هتلر لبعض الأمور التي تعتبر جيدة في سياق انتقاد الافتراضات النفسية المتعلقة بها، بدون افتراض أن أي شخص يمارس تلك الأفعال يشبه هتلر بأي شكل. مثل تعامل هتلر مع الحيوانات وحمياتهم، يظهر أن تعامله مع الحيوانات منفصل عن تعامله مع البشر، دون أن ينطوي ذلك على علاقة سلبية. لا يعتبر ذلك مثالًا على المغالطة، بالرغم من عدم ارتباطه بدراسة الإبادة المنظمة.
- الإشارة إلى تشابهات بين سلسلة القيادة النازية والسلسلة الحديثة كأحد مخاطر الإبادة الجماعية التي يتشارك فيها النازي مع المجتمع الحديث في العموم دون تطبيقها على الأفراد بالخصوص، مثل أن القوانين العسكرية والإدارية من المخاطر المحتملة. لا ينطوي ذلك على الدفاع عن تكرار محكمة نورنبيرغ لأولئك الذين يطيعون الأوامر والقوانين فقط، لأن الإشارة إلى تلك المحكمة كمصدر للسلطة سيعزز عقوبة الإعدام مثل أن «الأوامر العليا ليست دفاعًا». ولأن إكراه الأفراد بأنهم ملعونون إذا فعلوا وملعونون إذا لم يفعلوا ليس له تأثير على منع الإبادة الجماعية المنظمة مثل الهولوكوست.[9]

## السوابق
بالرغم من أن التسمية والصياغة تعودان على هتلر، توجد تلك المغالطة قبل الحرب العالمية الثانية. كان هناك شخصيات أخرى تُستخدم في المناظرات كأمثلة جاهزة على الشر المطلق. في القرن الثامن عشر والتاسع عشر والعشرين، كان يُنظر إلى فرعون كتاب التيه بأنه الشخصية الأكثر شرًا في التاريخ. في سنوات ما قبل الحرب الأهلية، أشار دعاة إلغاء الرق إلى مالكي العبيد بأنهم فراعنة العصر الحديث. بعد يوم النصر في أوروبا، استمر الفرعون في الظهور في أحاديث المصلحين الاجتماعيين مثل مارتن لوثر كينغ الابن. نُظر إلى هوذا الإسخريوطي وبيلاطس البنطي بأنهم يمثلون الشر المطلق. لم يوجد شخص في العالم يشبه هتلر تمامًا، وكل منطقة كانت تستخدم شيطانها الخاص. في السنوات اللاحقة على الثورة الأمريكية، كان جورج الثالث أحد رموز الشر في الولايات المتحدة. كان أندرو جاكسون يُلقب بالملك أندرو جاكسون الأول. خلال الحرب الأهلية، تحدث بعض الجنوبيين عن لنكولن بأوصاف تشبه هتلر. ووصف بعض الفيدراليين لنكولن بـ«الفرعون الحديث».

## الاستشهادات
في عام 1991، ادعى مايكل أندريه بيرنشتاين أن نيويورك تايمز وقعت في مغالطة الاختزال إلى هتلر في إعلان بطول صفحة كاملة لـ«حركة حباد» بعد أحداث شغب كراون هايتس، تحت عنوان «وقعت ليلة البلور لهذه السنة في 19 أغسطس هنا في كراون هايتس.» كتب هنري شفارتزتشايلد، والذي شهد ليلة البلور، إلى نيوريورك تايمز قائلًا «بالرغم من قبح الشعارات المعادية للسامية والسلوك الافتراضي للناس في الشوارع [خلال أحداث شغب كراون هايتس]... إحدى الأحداث التي لم تقع بوضوح هي ليلة البلور.»
يُنتقد المحافظ الأمريكي والمذيع بالراديو والتليفيزيون غلين بيك على استخدامه المتكرر لمصطلح الاختزال إلى النازية، ومنها جمل مثيرة للجدل بمقارنة ضحايا هجمات النرويج 2011 بأعضاء شباب هتلر. قارن بيك أيضًا الصندوق الوطني للفنون بيوزف غوبلز ورابطة تنظيم وإصلاح المجتمع بـ«كتيبة العاصفة» لهتلر. Beck has also compared the الصندوق الوطني للفنون to يوزف غوبلز
اتهمت «ذا أمريكان كونسيرفاتف The American Conservative» كتاب جونا غولدبرغ «الفاشية الليبرالية» بتوظيف مغالطة الاختزال: 
افتراض أن النازية والليبرالية المعاصرة كلاهما يعززان الحياة الصحية هو استنتاج لا معنى له مثل اكتشاف أن البلودي ماري والمارتين كلاهما مصنوعان من الجن. يفشل غولدبيرغ في التعرف على مغالطة الاختزال إلى المستحيل... فلا يكشف لنا حديث غولدبيرغ أي شيء غير أن تلك مجرد مصادفة.